# Pleopeltis × sordidula
Pleopeltis × sordidula là một loài dương xỉ trong họ Polypodiaceae. Loài này được Maxon & Weath. Mickel & Beitel mô tả khoa học đầu tiên năm 1987.